# 宮島龍興
宮島 龍興（みやじま たつおき、1916年7月27日 - 2007年11月26日）は、日本の物理学者、理学博士。筑波大学学長、理化学研究所理事長を務めた。

## 経歴
熊本県出身。1939年に東京帝国大学理学部物理学科を卒業。
1952年に東京教育大学教授に就任し、1970年3月から1974年3月までに学長を務めた。1974年5月に原子力委員会委員、1976年7月に筑波大学学長を経て、1980年4月から1988年4月までに理化学研究所理事長を務めた。
1989年4月に勲一等瑞宝章を受章。
2007年11月26日に死去。91歳没。